# Dazolampanel
Dasolampanel (INN, USAN, kodni naziv NGX-426) je oralno bioraspoloživi analog tezampanela i samim tim kompetitivni antagonist AMPA i kainatnog receptora koji je bio u razvoju od strane Raptor Pharmaceuticals/Torrey Pines Therapeutics za lečenje hroničnih bolnih stanja uključujući neuropatski bol i migrenu. Razvijen je kao poboljšanje tezampanela, pošto tezampanel nije oralno biodostupan i mora se davati intravenskom injekcijom, ali ultimatno ni jedan od ovih lekova nije plasiran tržištu.